# زمین‌درز
در زمین‌شناسی ساختاری، زمین‌درز (انگلیسی: Suture) محل به‌هم پیوستن در طول یک پهنه گسلی بزرگ میان زمین‌گان‌های متفاوت یا واحدهای زمین‌ساختی جداگانه‌ای است که پیشینه زمین‌ساخت صفحه‌ای، دگرگونی و دیرین‌جغرافیایی متفاوتی دارند. به بیان دیگر، زمین‌درز خطی است که مرز میان دو قطعه پوسته که زمانی از هم جدا بوده‌اند و اکنون به هم پیوسته‌اند را نشان می‌دهد.
زمین‌درز اغلب بر روی سطح زمین با کمربند کوه‌زایی یا رشته‌کوه نشان داده می‌شود.

## دید کلی
در زمین‌ساخت صفحه‌ای، زمین‌درزها بقایای منطقه‌های فرورانش هستند و زمین‌درزهایی که به هم متصل شده‌اند، به عنوان قطعاتی از دیرین قاره‌های مختلف یا صفحه‌های زمین‌ساختی به‌شمار می‌روند.
رخنمون زمین‌درزها می‌تواند از عرض چند صد متر تا چند کیلومتر متغیر باشد. آن‌ها می‌توانند شبکه‌ای از مناطق برشی میلونیتی یا پهنه‌های گسلی ترد باشند، اما معمولاً شامل هر دو هستند. زمین‌درزها همچنین معمولاً با توده‌های نفوذی آذرین و عدسی‌های زمین‌ساختی با صخره‌شناسی‌های متفاوت از سنگ‌های نفوذی تا قطعات افیولیتی همراه هستند.